# AnimeNation
AnimeNation es una compañía conocida por comercializar productos relacionados con anime, manga y otros productos de la cultura japonesa. La compañía ha tenido un gran desarrollo en los últimos años y ha alcanzado una gran popularidad. Fue fundada en el año 1995 y ubicada en Tampa, Florida, Estados Unidos. La empresa acepta pedidos a través de su sitio web y sus oficinas en Tampa Bay, Florida. AnimeNation también imprime catálogos de papel sobre sus productos. En los Estados Unidos, AnimeNation alquila y vende DVD de anime por correo como "RentAnime.com," similar a la más conocida incorporar servicio de alquiler de DVD Netflix. El lema de la compañía es: "La vida. Muerte. Anime en espera". 
AnimeNation la selección incluye muchos anime series de televisión, películas y OVAs, juegos de vídeo y de bandas sonoras de anime, J-pop, el anime con licencia de marca de ropa, carteles y paredes pergaminos, y aperitivos como Pocky y Ramune. Los títulos hentai están disponibles, pero solo a través de página web o por teléfono, y no en la tienda AnimeNation.

## Historia
En 2003, AnimeNation anunció su intención de licencia y distribución de anime directamente bajo el nombre de Entretenimiento AN. El primer título de la compañía de seguridad era riesgosa (expirado), que fue seguido en 2004 por el Miami Guns. Su tercera versión fue Haré + Guu, que se dio a conocer como una empresa conjunta con Zoom Bang! Entertainment en febrero de 2006. 
ADV Films es el distribuidor de seguridad y de riesgo Miami Guns (aunque su logotipo sólo apareció en anuncios comerciales). Con Haré + Guu, la distribución fue cambiado a FUNimation Entertainment.

## Servicio de la página web
El sitio web de AnimeNation incluye información sobre los productos que vende, un foro, algunos clips de sonido de la música, el servicio de correo gratuito, y una columna regular, "Pregúntele a Juan", donde un empleado John Oppliger respuestas diversas preguntas acerca de los títulos de anime, la industria del anime, Y el significado cultural de los aspectos de anime. "Pregúntele a John" AnimeNation archivos en el sitio web de prorrogar de nuevo a 1999. Anterior incluir preguntas "¿Por qué no existe Subtitulada Pokémon?", "¿Cómo es la edad apropiada Anime?", Y "¿Por qué es Lolicon popular en América?" 